# Phonygammus
Phonygammus là một chi chim trong họ Paradisaeidae.